# Paths of Possession
Paths of Possession est un groupe de death metal mélodique américain. Le groupe est formé en 1999 par le bassiste et chanteur Randy Butman, et les guitaristes Jay Fossen et Richard Brunelle (ex-membre du groupe Morbid Angel).

## Biographie
Formé en 1999 en Floride par Randy Butman (Silhaven), Jay Fossen, Erin « Goat » Fuller (Cryptic Winds) et Richard Brunelle (ex-guitariste de Morbid Angel), initialement sous le nom de Swollen. Paths of Possession est un groupe orienté heavy metal influencé par le death metal mélodique. Paths of Possession fait paraître sa première démo autoproduite, Legacy in Ashes, en 2000. À la suite de cette parution, Erin quitte le groupe pour rejoindre Hell on Earth et est remplacé par Brian Ridley (Cancerslug) en 2002. Plus tard, Paths of Possession est approché par Keith Suchland, mieux connu sous le nom de Splattergod, pour la parution de leur CD Legacy in Ashes en février 2003 au label Still Dead Productions.
Leur chanteur, Bill (Lander), emménageant à New York, Butman demande à son ami George « Corpsegrinder » Fisher, à cette période chanteur du groupe Cannibal Corpse, d'endosser son rôle. En 2004, le groupe signe avec le label Metal Blade Records. Ils entrent aux Mana Recording Studios / Razzor Media de St. Petersburg, en Floride, pour y enregistrer leur premier album. Par la suite, le groupe fait paraître son tout premier album studio intitulé Promises in Blood, le 4 octobre 2005. Cette même année, le groupe participe au Masquerade de Tampa aux côtés des groupes Obituary et Undividual. En septembre 2007, George « Corpsegrinder » Fisher, poste une nouvelle chanson en ligne, Memory Burn, sur son profil Myspace de leur troisième album à venir prévu pour le 16 octobre 2007 au label Metal Blade Records. L'album, qui s'intitule The End of the Hour, a été enregistré aux Mana Recording Studios de St. Petersburg.

## Membres

### Membres actuels
- Randy Butman - basse
- Jay Fossen - guitare
- Jack Goodwin - guitare
- Nick Goodyear - batterie
- George « Corpsegrinder » Fisher - chant (depuis 2003)

### Anciens membres
- Erin Fuller - batterie
- Brian Ridley - batterie
- Chad - batterie
- Bill - chant
- Richard Brunelle - guitare

## Discographie
- 2002 : Paths of Possession/Dark Faith Split
- 2003 : Legacy in Ashes
- 2003 : The Crypt of Madness
- 2005 : Promises in Blood
- 2007 : The End of the Hour